# Liste der türkischen Botschafter im Irak
Die türkische Botschaft befindet sich in Bagdad.
| Ernannt / Akkreditiert: | Botschafter            | Bemerkungen                              | Regierung in der Türkei | Regierung des Iraks     | Posten verlassen |
| ----------------------- | ---------------------- | ---------------------------------------- | ----------------------- | ----------------------- | ---------------- |
| 1. Jan. 1929            | Tahir Lütfü Tokalp     |                                          | Ali Fethi Bey           | Tawfiq al-Suwaidi       | 1. Jan. 1939     |
| 2. Jan. 1939            | Ahmet Cevat Üstün      |                                          | Refik Saydam            | Nuri as-Said            | 1. Jan. 1945     |
| 2. Jan. 1945            | Nebil Batı             |                                          | Ahmet Fikri Tüzer       | Hamdi al-Patschatschi   | 31. Dez. 1948    |
| 1. Jan. 1949            | Rahmi Apak             |                                          | Şemsettin Günaltay      | Muzahim el Patschatschi | 31. Dez. 1952    |
| 23. Apr. 1953           | Nedim Veysel İlkin     | Gesandtschaft zur Botschaft aufgewertet. | Adnan Menderes          | Jamil al-Midfai         | 23. Apr. 1953    |
| 27. Nov. 1953           | Mehmet Naci Perkel     |                                          | Adnan Menderes          | Jamil al-Midfai         | 13. Juli 1954    |
| 30. Okt. 1954           | Muzaffer Göksenin      |                                          | Adnan Menderes          | Nuri as-Said            | 19. Apr. 1957    |
| 29. März 1957           | Behçet Türkmen         |                                          | Adnan Menderes          | Nuri as-Said            | 22. Mai 1959     |
| 8. Mai 1959             | Fuat Bayramoğlu        |                                          | Adnan Menderes          | Abd al-Karim Qasim      | 28. Sep. 1960    |
| 28. Sep. 1960           | Seyfettin Turagay      |                                          | Cemal Gürsel            | Abd al-Karim Qasim      | 9. Okt. 1964     |
| 19. Nov. 1964           | Baha Vefa Karatay      |                                          | İsmet İnönü             | Tahir Yahya             | 19. Jan. 1967    |
| 26. Jan. 1967           | Emin Ali Binkaya       |                                          | Suad Hayri Ürgüplü      | Tahir Yahya             | 22. Mai 1968     |
| 29. Mai 1968            | Pertev Subaşı          |                                          | Suad Hayri Ürgüplü      | Ahmad Hasan al-Bakr     | 18. Juli 1972    |
| 1. Dez. 1972            | Nazif Çuhruk           |                                          | Ferit Melen             | Ahmad Hasan al-Bakr     | 3. Okt. 1976     |
| 9. Aug. 1978            | Sencer Asena           |                                          | Mustafa Bülent Ecevit   | Ahmad Hasan al-Bakr     | 28. Mai 1982     |
| 6. Juni 1982            | Nüzhet Kandemir        |                                          | Bülent Ulusu            | Saddam Hussein          | 1. Okt. 1986     |
| 25. Sep. 1986           | Sönmez Köksal          |                                          | Turgut Özal             | Saddam Hussein          | 25. Dez. 1990    |
| 25. Dez. 1990           | Necati Utkan           |                                          | Yıldırım Akbulut        | Saddam Hussein          | 31. Dez. 1991    |
| 5. März 1993            | Sadi Çalışlar          |                                          | Tansu Çiller            | Ahmad Hussein Khudayir  | 3. Jan. 1997     |
| 31. Dez. 1996           | Selim Karaosmanoğlu    |                                          | Necmettin Erbakan       | Saddam Hussein          | 15. Jan. 2001    |
| 13. Jan. 2001           | Melih Mehmet Akat      |                                          | Bülent Ecevit           | Saddam Hussein          | 5. Jan. 2003     |
| 29. Dez. 2002           | Osman Alifeyyaz Paksüt |                                          | Abdullah Gül            | Saddam Hussein          | 30. Juli 2004    |
| 16. Nov. 2004           | Ahmet Ünal Çeviköz     |                                          | Recep Tayyip Erdoğan    | Iyad Allawi             | 1. Jan. 2007     |
| 20. Jan. 2007           | Derya Kanbay           |                                          | Recep Tayyip Erdoğan    | Dschawad al-Maliki      | 5. Okt. 2009     |
| 10. Okt. 2009           | Murat Özçelik          |                                          | Recep Tayyip Erdoğan    | Dschawad al-Maliki      | 1. Nov. 2011     |
| 1. Dez. 2011            | Yunus Demirer          |                                          | Recep Tayyip Erdoğan    | Dschawad al-Maliki      | 1. Okt. 2013     |
| 3. Nov. 2013            | Faruk Kaymakçı         |                                          | Recep Tayyip Erdoğan    | Dschawad al-Maliki      |                  |